# Вивільга червона
Вивільга червона (Oriolus traillii) — вид співочих птахів родини вивільгових (Oriolidae).

## Поширення
Вид поширений в Гімалаях та Південно-Східній Азії, а також на островах Хайнань і Тайвань. Природним середовищем існування є субтропічні або тропічні вологі низинні ліси.

## Опис
Птах завдовжки 27-28 см, вагою 80-85 г. Оперення бордового кольору з чорними головою та крилами. Дзьоб сірий, ноги темно-сірі.

## Спосіб життя
Птах трапляється поодинці або парами. Гніздовий сезон — з квітня по травень. Гніздо — це глибока масивна чашка з волокна зв'язана павутиною.

## Підвиди
Містить чотири підвиди:
- O. t. traillii (Vigors, 1832) — від Гімалаїв до південного Китаю, північного Індокитаю та північного Таїланду;
- O. t. robinsoni Delacour, 1927 — на півдні Індокитаю;
- O. t. nigellicauda (R. Swinhoe, 1870) — Хайнань;
- O. t. ardens (R. Swinhoe, 1862) — Тайвань.